# Onthophagus pauper
Onthophagus pauper är en skalbaggsart som beskrevs av Antoine Boucomont 1914. Onthophagus pauper ingår i släktet Onthophagus och familjen bladhorningar. Inga underarter finns listade i Catalogue of Life.